# Regina Fittarezza
Regina Fittarezza era il nome di un comune del territorio lodigiano, autonomo fino al 1873. Attualmente il territorio di Regina Fittarezza costituisce una località del comune di Somaglia e il toponimo Fittarezza è riferito a una cascina.

## Storia

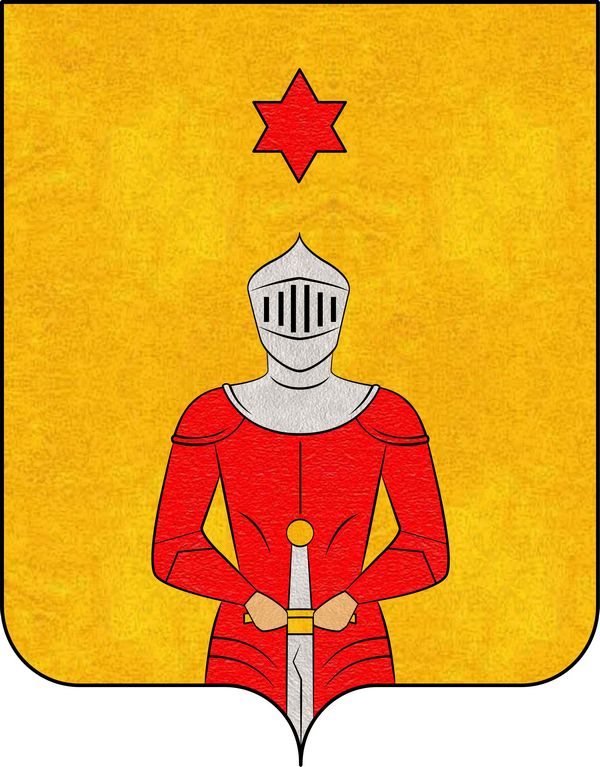
Stemma araldico della famiglia Biondelli

Regina Fittarezza era un Comune a economia agricola di antica origine.
Noto in epoca medioevale con il nome di Ronco, venne in seguito rinominato Regina Fittarezza a indicare la ricchezza agricola dei terreni in esso ricompresi.
Appartenente al territorio del Ducato di Milano, divenne proprietà della famiglia Stanga di Cremona, che era stata investita della contea di Castelnuovo Bocca d'Adda nel 1492 dal duca Ludovico il Moro. Nel 1680 passò alla famiglia dei marchesi Casnedi e nel XVIII secolo divenne proprietà della nobile famiglia piacentina dei Biondelli che annualmente vi eleggeva un deputato il cui ruolo era di amministrare il Comune.
In età napoleonica (1809-16) fu frazione di Somaglia, recuperando l'autonomia con la costituzione del Regno Lombardo-Veneto.
All'Unità d'Italia (1861) il Comune contava 165 abitanti.
Nel 1873 fu aggregato definitivamente a Somaglia.